# 斯蒂芬·埃利奥特
斯蒂芬·埃利奥特（英語：Stefan Elliott，1991年1月30日—），加拿大男子冰球运动员，场上位置是后卫。他曾代表加拿大国家队参加2018年冬季奥林匹克运动会冰球比赛，获得一枚铜牌。